# Idaho Stampede 2006-2007
La stagione 2006-07 degli Idaho Stampede fu la 1ª nella NBA D-League per la franchigia.
Gli Idaho Stampede arrivarono primi nella Western Division con un record di 33-17. Nei play-off persero la semifinale con i Colorado 14ers (1-0).

## Roster
|    | Naz.                   | Ruolo | Sportivo           | Anno |     | Peso |  |
| -- | ---------------------- | ----- | ------------------ | ---- | --- | ---- |  |
| 7  | Stati Uniti (bandiera) | G     | Randy Livingston   | 1975 | 193 | 95   |  |
| 12 | Stati Uniti (bandiera) | G     | Ronell Taylor      | 1982 | 196 | 82   |  |
| 14 | Porto Rico (bandiera)  | A     | Ricky Sánchez      | 1987 | 211 | 100  |  |
| 21 | Stati Uniti (bandiera) | GA    | Jermaine Blackburn | 1983 | 196 | 95   |  |
| 22 | Stati Uniti (bandiera) | G     | David Jackson      | 1978 | 193 | 98   |  |
| 23 | Nigeria (bandiera)     | G     | Mike Efevberha     | 1984 | 196 | 88   |  |
| 32 | Stati Uniti (bandiera) | GA    | Eddie Robinson     | 1976 | 203 | 95   |  |
| 36 | Porto Rico (bandiera)  | A     | Peter John Ramos   | 1985 | 221 | 125  |  |
| 41 | Stati Uniti (bandiera) | C     | Lance Allred       | 1981 | 211 | 122  |  |
| 42 | Stati Uniti (bandiera) | A     | Jeff Graves        | 1981 | 206 | 125  |  |
|    | Stati Uniti (bandiera) | AP    | Luke Jackson       | 1981 | 201 | 98   |  |
|    | Senegal (bandiera)     | A     | Saer Sene          | 1986 | 211 | 104  |  |
|    | Stati Uniti (bandiera) | G     | Tim Barnes         | 1981 | 180 | 82   |  |
|    | Stati Uniti (bandiera) | G     | C.J. Miles         | 1987 | 198 | 95   |  |
|    | Stati Uniti (bandiera) | G     | DeSean Hadley      | 1977 | 191 | 86   |  |
|    | Senegal (bandiera)     | C     | Badou Gaye         | 1981 | 206 | 93   |  |
|    | Stati Uniti (bandiera) | A     | Eric Williams      | 1978 | 203 | 110  |  |
|    | Stati Uniti (bandiera) | C     | Chad Bell          | 1982 | 213 | 122  |  |
|    | Stati Uniti (bandiera) | G     | Julius Hodge       | 1983 | 201 | 95   |  |
|    | Stati Uniti (bandiera) | G     | John Gilchrist     | 1984 | 188 | 91   |  |
|    | Stati Uniti (bandiera) | A     | Dalron Johnson     | 1981 | 206 | 95   |  |

## Staff tecnico
- Allenatore: Bryan Gates
- Vice-allenatore: Ray Lopes